# امریکن نرویز
امریکن نرویز (به انگلیسی: American Narrows) یک منطقهٔ مسکونی در ایالات متحده آمریکا است که در ایالت نیویورک واقع شده‌است.

## خصوصیات
امریکن نرویز ۷۴ متر بالاتر از سطح دریا واقع شده‌است.